# Менлох (западный)
Менлох (англ. Menlo [ˈmɛnlɔ:x], также Mionnloch; ирл. Mionnloch, «озерцо») — деревня в Ирландии, находится в графстве Голуэй (провинция Коннахт).